# مارينا جي أندراجي ماركوني
مارينا جي أندراجي ماركوني (ولد في 11 مارس 1923 بِفرانكا، توفيت في 9 سبتمبر 2022 بِساو باولو) عالمة أنثروبولوجيا وفلكلورية ومعلمة برازيلية.

## الحياة
تخرجت ماركوني في علم أصول التدريس والتاريخ وحصلت على درجة الدكتوراه في الأنثروبولوجيا من كلية التاريخ والقانون والخدمة الاجتماعية في فرانكا. قامت بالتدريس في جامعة بوليستا الحكومية وجامعة مينايس. كانت أستاذة علم الاجتماع والمنهج العلمي في دورات البكالوريوس والدراسات العليا.
كانت متزوجة من المذيع ديوجينس ماركوني، وأنجبت منه ابنًا هو باولو ماركوني.

## الإنجازات
هي من بين المنظرين البرازيليين الرئيسيين للمنهجية العلمية المطبقة على العلوم الإنسانية، وهو المجال الذي نشرت فيه العديد من الكتب التي تعتبر مرجعًا في منطقتها. كما عملت كعضو في لجنة ساو باولو للفنون الشعبية. في عام 1966 حصلت على جائزة «سيلفيو روميرو» للفولكلور في ريو دي جانيرو عن عملها «فولكلور القهوة»، الذي قضت فيه ثلاث سنوات في البحث.